# Balaixov
Balaixov - Балашов (rus) - és una ciutat de l'óblast de Saràtov, a Rússia.

## Geografia
Balaixov es troba a la vora del riu Khopior, a 198 km a l'oest de Saràtov, a 177 km al sud-est de Tambov i a 222 km al sud-oest de Penza.

## Història
La vila es fundà com un khútor de Vassili Balaixov a començaments del segle xvii i de seguida esdevingué un dels pobles principals. Per ucàs de Caterina II el 1780, Balaixov obtingué l'estatus d'uiezd i passà a formar part de la gubèrnia de Saràtov. L'obertura de la línia ferroviària entre Khàrkiv i Balaixov el 1895 contribuí fortament al seu desenvolupament.
Totes les esglésies de la vila foren destruïdes durant la guerra, tret de l'església luterana, transformada avui dia en església ortodoxa. Del 1954 al 1957 la vila fou capital administrativa de la província de Balaixov.